# 와니어 함수
와니어 함수는 고체물리학에서 이용되는 완전집합 함수로 물리학자 그레고리 와니어가 도입하였다. 고체에서 서로 다른 격자에 해당하는 와니어 함수는 서로 수직을 이룬다. 와니어 함수는 고체물리학에서 다양하게 이용되고 있는데, 예를 들면 전자의 결합력을 분석하는데 쓰일 수 있다. 부도체에서의 와니어 함수는 공간적으로 국소화된 형태를 가진다는 것이 증명되었다.

## 정의
와니어 함수의 정의는 여러가지가 있지만, 가장 간단하고 자주 사용되는 정의는 다음과 같다. 고체에서 전자는 블로호 파로 기술되는데, 블로호 파는
{\displaystyle \psi _{\mathbf {k} }(\mathbf {r} )=e^{i\mathbf {k} \cdot \mathbf {r} }u_{\mathbf {k} }(\mathbf {r} )}
여기서 {\displaystyle \,u_{\mathbf {k} }(\mathbf {r} )}는 고체와 같은 대칭성을 갖는 함수이다. 이로부터 와니어 함수는
{\displaystyle \phi _{\mathbf {R} }(\mathbf {r} )={\frac {1}{\sqrt {N}}}\sum _{\mathbf {k} }e^{-i\mathbf {k} \cdot \mathbf {R} }\psi _{\mathbf {k} }(\mathbf {r} )}
와 같이 정의되고 여기서,
- R는 격자 벡터(즉 격자 벡터 마다 와니어 함수가 지정된다)
- N는 주어진 고체에서의 원시세포의 개수
- k에 대한 합은 첫째 브릴루앙 영역에 있는 모든 k점에 대한 합이다. 만일 N이 매우 크다면, 합을 적분으로 바꿀 수 있고 ,

{\displaystyle \sum _{\mathbf {k} }\longrightarrow {\frac {N}{\Omega }}\int _{BZ}d^{3}\mathbf {k} }
와 같이 나타낼 수 있다. 여기서 BZ는 브릴루앙 영역을 나타내고,{\displaystyle {\Omega }}는 브릴루앙 영역의 넓이를 나타낸다.

## 성질
와니어 함수는 아래와 같은 성질을 갖고 있으며 이 성질은 고체물리학에서 다양하게 이용되고 있다.
- 블로호 파는 서로 다른 격자 벡터에 대한 와니어 함수의 합으로 나타낼 수 있다.

{\displaystyle \psi _{\mathbf {k} }(\mathbf {r} )={\frac {1}{\sqrt {N}}}\sum _{\mathbf {R} }e^{i\mathbf {k} \cdot \mathbf {R} }\phi _{\mathbf {R} }(\mathbf {r} )}
여기서 격자 벡터 R에 합은 고체의 모든 격자 벡터에 대당한다.
- 각 격자 벡터 R에 대한 와니어 함수는 상호간에 수직이고 정규화되어있다.

{\displaystyle \int _{crystal}\phi _{\mathbf {R} }(\mathbf {r} )^{*}\phi _{\mathbf {R'} }(\mathbf {r} )d^{3}\mathbf {r} ={\frac {1}{N}}\sum _{\mathbf {k,k'} }\int _{crystal}e^{i\mathbf {k} \cdot \mathbf {R} }\psi _{\mathbf {k} }(\mathbf {r} )^{*}e^{-i\mathbf {k'} \cdot \mathbf {R'} }\psi _{\mathbf {k'} }(\mathbf {r} )d^{3}\mathbf {r} ={\frac {1}{N}}\sum _{\mathbf {k,k'} }e^{i\mathbf {k} \cdot \mathbf {R} }e^{-i\mathbf {k'} \cdot \mathbf {R'} }\delta _{\mathbf {k,k'} }={\frac {1}{N}}\sum _{\mathbf {k} }e^{i\mathbf {k} \cdot \mathbf {(R'-R)} }=\delta _{\mathbf {R,R'} }}
- 일반적으로 격자 R에 해당하는 와니어 함수 {\displaystyle \phi _{\mathbf {R} }}는 실 공간에서 격자 벡터 R의 주변에 공간적으로 국소화되어 있으며, 그 격자 벡터와 멀어지면 함수 값은 아주 빨리 0으로 수렴한다. 그러나 이 성질에 대한 일반적인 증명은 매우 어렵고 이에 대한 연구가 아직 진행되고 있다.

## 인용
1. ↑  C. Kittel, Quantum Theory of Solid. 2nd edition, Wiley, p.195 (1987)

## 같이 보기
- 블로흐 정리
- 기하학적 위상